# 初音未来 -歌姬计划- (游戏)
《初音未来 -歌姬计划-》是世嘉於2009年7月2日發售的PSP用音樂遊戲，是虛擬女性歌手初音未來第一套正式以主角的身分登場的電子遊戲。遊戲名稱的「DIVA」是歌劇中女主唱者之意。世嘉於2008年6月13日與初音未來製作公司克理普敦未來媒體討論合作，製作消息最初於2008年8月29日發售的《週刊Fami通》公開發表。2009年9月28日，開始募集樂曲用作開發街機版。

## 概要
遊戲主要圍繞音樂遊戲部分，是在指定時間按下適當按鈕的節奏遊戲，連續成功則會獲得高分。收錄的歌曲大部分是初音未來熱潮中的名曲，如livetune的ストロボナイツ就出現在官方網站於2008年8月31日發佈的影片，還有畑亞貴和神前曉的數首合作歌曲，更會在旗下網站PIAPRO應募歌曲、插畫、服裝設計，這也是初音未來發售一週年的企劃。另外遊戲附設「初音未來的房間」，當通過音樂遊戲部分，將會得到裝飾房間的物品。初音未來這角色會忠實原插畫設計成3D。同系列產品角色鏡音鈴、連亦會登場，到最後確認除鏡音鈴、連外，MEIKO、KAITO和巡音流歌也會登場。衍生角色中的咲音芽衣子、弱音Haku和亞北音留也會以初音未來的追加衣裝方式登場。而在開發初期SEGA曾提及音樂遊戲以外的模式，但最終並沒有實行開發。另外，2008年12月25日發售的遊戲《Phantasy Star ZERO》中，會出現《初音未来 -歌姬计划-》名義的道具「葱」。
而在發售當日，秋葉原各大遊戲店鋪在中午前已售罊附送NENDOROID人物模型的版本。不足一星期已賣出超過十萬套，是該週中日本全種類遊戲銷售的第二名、PSP遊戲第一名。
2012年4月12日，SEGA宣布游戏全系列在日本累计销量达到100万套（截至2011年12月）

## 歷史
- 2010年1月15日在日本首次進行街機版公開試玩。
- 2010年6月24日推出 PS3版 初音ミク -Project DIVA- DREAMY THEATER。
- 2010年6月23日推出 街機版 初音ミク -Project DIVA Arcade。
- 2010年7月29日推出 續作 初音ミク -Project DIVA- 2nd。
- 2011年8月4日推出 PS3版 初音ミク -Project DIVA- DREAMY THEATER 2nd。
- 2011年11月10日推出 續作 初音ミク -Project DIVA- extend。
- 2012年8月30日推出 PSVita續作 初音ミク -Project DIVA- f。
- 2012年9月13日推出 PS3版 初音ミク -Project DIVA- DREAMY THEATER extend。
- 2013年3月7日推出 PS3版 初音ミク -Project DIVA- F。
- 2013年11月21日推出 升級街機版 初音ミク -Project DIVA Arcade Future Tone。
- 2014年3月27日推出 PS3、PSVita版續作 初音ミク -Project DIVA- F 2nd。
- 2016年3月24日推出 PSVita版 初音未來 -Project DIVA- X.
- 2016年6月23日推出 PS4版 初音未來 -Project Diva Future Tone。
- 2016年8月25日推出 PS4版 初音未來 -Project DIVA- X HD。
- 2020年2月13日推出 NS版 初音未來 -Project Diva- Mega39's。

## 收錄的歌曲
|        | 歌名                       | 中文歌名                      | 主唱     | 作詞            | 作曲            | 備註                                      |
| ------ | -------------------------- | ----------------------------- | -------- | --------------- | --------------- | ----------------------------------------- |
| 粉紅線 | ワールドイズマイン         | World is mine                 | 初音未來 | ryo             | ryo             |                                           |
| 粉紅線 |                            | 固執之人                      | 初音未來 | ryo             | ryo             |                                           |
| 粉紅線 | 恋は戦争                   | 戀愛戰爭                      | 初音未來 | ryo             | ryo             |                                           |
| 粉紅線 |                            | 這一秒的慢動作                | 初音未來 | ryo             | ryo             |                                           |
| 粉紅線 | メルト                     | Melt                          | 初音未來 | ryo             | ryo             |                                           |
| 藍色線 | Far Away                   |                               | 初音未來 | kz              | kz              |                                           |
| 藍色線 | ストロボナイツ             | StroboNight（閃耀星夜）       | 初音未來 | kz              | kz              |                                           |
| 藍色線 | Star Story                 | 星的故事                      | 初音未來 | kz              | kz              |                                           |
| 藍色線 | Last Night, Good Night     | 最後的夜晚，晚安了            | 初音未來 | kz              | kz              |                                           |
| 藍色線 | Packaged                   |                               | 初音未來 | kz              | kz              |                                           |
| 橘色線 | 雨のちSweet*Drops          | 雨後sweet drops               | 初音未來 | OSTER project   | OSTER project   |                                           |
| 橘色線 | ミラクルペイント           | MiraclePaint（魔法筆刷）      | 初音未來 | OSTER project   | OSTER project   |                                           |
| 橘色線 | フキゲンワルツ             | 不悅的華爾滋                  | 初音未來 | OSTER project   | OSTER project   |                                           |
| 橘色線 | マージナル                 | 邊際                          | 初音未來 | OSTER project   | OSTER project   |                                           |
| 橘色線 | ユメミルコトノハ           | 夢中的葉                      | 初音未來 | OSTER project   | OSTER project   |                                           |
| 黃色線 |                            | 荒野和森林和魔法的歌          | 初音未來 | トラボルタ      | トラボルタ      |                                           |
| 黃色線 | 鏡音鈴                     | 荒野和森林和魔法的歌          |          | トラボルタ      | トラボルタ      |                                           |
| 黃色線 | 鏡音連                     | 荒野和森林和魔法的歌          |          | トラボルタ      | トラボルタ      |                                           |
| 黃色線 | ハト                       | 白鴿                          | 初音未來 | 秦野Ｐ          | 秦野Ｐ          |                                           |
| 黃色線 | moon                       | 月                            | 初音未來 | iroha（sasaki） | iroha（sasaki） |                                           |
| 黃色線 | みくみく菌にご注意♪        | 注意MiKuMiKu菌♪               | 初音未來 | はやや          | はやや          |                                           |
| 黃色線 |                            | 生命的歌                      | 初音未來 | トラボルタ      | トラボルタ      |                                           |
| 黃色線 | 鏡音鈴                     | 生命的歌                      |          | トラボルタ      | トラボルタ      |                                           |
| 黃色線 | 鏡音連                     | 生命的歌                      |          | トラボルタ      | トラボルタ      |                                           |
| 天藍線 | The secret garden          | 秘密花園                      | 初音未來 | 畑亞貴          | 神前曉          | マニピュレーター：Otomania                |
| 天藍線 | Dear cocoa girls           | 親愛的可可色女孩              | 初音未來 | 畑亞貴          | 神前曉          | マニピュレーター：                        |
| 天藍線 |                            | 天鵝絨製的阿拉伯式花紋        | 初音未來 | 畑亞貴          | 畑亞貴          | 編曲：並木晃一 マニピュレーター：         |
| 天藍線 |                            | Love List更新中？             | 初音未來 | 畑亞貴          | 畑亞貴          | 編曲：並木晃一 マニピュレーター：Otomania |
| 天藍線 | 桜ノ雨                     | 櫻之雨                        | 初音未來 | halyosy         | halyosy         |                                           |
| 白色線 | 恋スルVOC@LOID             | 戀愛的VOC@LOID                | 初音未來 | OSTER project   | OSTER project   |                                           |
| 白色線 | Ievan Polkka               | 耶娃波尔卡                    | 初音未來 | 芬蘭民謠        | 芬蘭民謠        | 編曲：Otomania                            |
| 白色線 | あなたの歌姫               | 你的歌姬                      | 初音未來 | azuma           | azuma           |                                           |
| 白色線 | えれくとりっく・えんじぇぅ | electronic angel （電子天使） | 初音未來 |                 |                 |                                           |
| 白色線 | 初音ミクの消失             | 初音未來的消失                | 初音未來 |                 |                 |                                           |
| 白色線 | 金の聖夜霜雪に朽ちて       | 在金色聖夜的霜雪中枯朽而去    | 初音未來 |                 |                 |                                           |
| 白色線 | みくみくにしてあげる♪      | 把你MIKUMIKU掉♪               | 初音未來 | ika             | ika             |                                           |

另外Lantis於2009年7月22日發售「初音未來 －Project DIVA－ Original Song Collection」專輯，收錄上表其中13首為遊戲而製作的歌曲。
PIAPRO活動獲選歌曲（不可以在Free Play模式遊玩）：
キコエテイマスカ…（G@POPO）
Shooting Star Prologue
starise
Love it!
SETSUNA（fatP）
教えて!! 魔法のLyric
夕暮れノスタルジック
Rhythm Gameedit模式專用曲：
soar（流星P）
イケ恋歌
サイハテ
ダブルラリアット
リンリンリンってしてくりん
千年の独奏歌（yanagiP）
忘却心中（OPA）

### 追加樂曲集
（追加樂曲集豪華包1 未來的歌，再來一份）
共追加九首歌
（追加樂曲集豪華包2 還要，再來一份，鈴‧連、流歌）
共追加十八首歌

## 收錄的模組
| 角色名   | 模組名（中文譯名）   | 備註         |
| -------- | -------------------- | ------------ |
| 初音未來 | —                    | 遊戲初始模組 |
| 初音未來 | （MEIKO Style）      | —            |
| 初音未來 | （玲 Style）         | —            |
| 初音未來 |                      | —            |
| 初音未來 |                      | —            |
| 初音未來 | （加利亞軍第7小隊）  | —            |
| 初音未來 | （打起精神／啦啦隊） | —            |
| 初音未來 | （插件／Plug-in）    | —            |
| 初音未來 | （哥德蘿莉）         | —            |
| 初音未來 | （公主）             | —            |
| 初音未來 | （巫女）             | —            |
| 初音未來 | （貓）               | —            |
| 初音未來 | （睡衣）             | —            |
| 初音未來 | （心之獵人）         | —            |
| 初音未來 | （Vocal／聲）        | —            |
| 初音未來 | （Punk／龐克）       | —            |
| 初音未來 | （dancer／舞蹈家）   | —            |
| 初音未來 | （Star／明星）       | —            |
| 初音未來 | （Fairy／小妖精）    | —            |
| 初音未來 | （School／校服）     | —            |
| 初音未來 | （Snow／雪裝）       | —            |
| 初音未來 | （阿拉伯）           | —            |
| 初音未來 | （雅）               | —            |
| 初音未來 | （中國）             | —            |
| 初音未來 | （魔術師）           | —            |
| 初音未來 | （白禮服）           | —            |
| 初音未來 | （海盜）             | —            |
| 初音未來 | VN02                 | —            |
| 初音未來 | （Galaxy／銀河）     | —            |
| 初音未來 | （泳裝S）            | —            |
| 初音未來 | （泳裝）             | —            |
| 初音未來 | （Hatsune Miku）     | —            |
| 初音未來 | （P-Style黑）        | —            |
| 初音未來 | （P-Style灰）        | —            |
| 初音未來 | （P-Style白）        | —            |
| 初音未來 | （P-Style粉紅）      | —            |
| 初音未來 | （P-Style亮紫）      | —            |
| 初音未來 | （P-Style粉藍）      | —            |
| 初音未來 | （P-Style薄荷綠）    | —            |
| 初音未來 | （P-Style金）        | —            |
|          | —                    | —            |
|          | —                    | —            |
|          | —                    | —            |
| MEIKO    | —                    | —            |
| MEIKO    | （泳裝）             | —            |
| 鏡音鈴   | —                    | —            |
| 鏡音鈴   | （泳裝）             | —            |
| 鏡音連   | —                    | —            |
| 鏡音連   | （泳裝）             | —            |
| KAITO    | —                    | —            |
| KAITO    | （泳裝）             | —            |
| 巡音流歌 | —                    | —            |
| 巡音流歌 | （泳裝）             | —            |

## 初音未来 -歌姬计划- 梦想剧场
《初音未来 -歌姬计划- 夢幻劇院》（暫名）是一款由世嘉開發的PS3音樂遊戲，發售日為2010年6月24日。為配合PSP遊戲《初音未來 -名伶計劃-》的軟體。透過 USB 連接線連接 PS3 與裝有《初音ミク -Project DIVA-》遊戲的 PSP，就可以在PS3上玩經翻新重製的高解析度畫面。
收錄PSP版既有的31首樂曲以及53種角色模組
登場角色、場景全面高清化
PSP版中以2D插畫呈現的PV全面3D化
可以使用PSP版的追加樂曲集

## 初音未来 -歌姬计划- Arcade Future Tone
《初音未来 -歌姬计划- Arcade 未來音調》（日語：初音ミク -Project DIVA- Arcade Future Tone）是自2010年初代接機推出後，經過三年的大規模升級，採用 SEGA 最新基板「Nu（ニュー）」主機，不只強化圖像畫質，更引進新裝置「觸碰滑行（タッチスライダー）」新增遊玩方式，達成各種成就分數是本次遊戲的特徵。
使用SEGA Nu主機
置於公共娛樂場所的營業版
不分1st、2nd、extend，所有的歌曲及角色模組置於同一機台內
登場角色、場景全面高清化
PSP版中以2D插畫呈現的PV全面3D化
收錄PSP版既有的31首樂曲以及53種角色模組
PSP版的追加樂曲集沒有收錄
只有在街機版才看得到原創的樂曲
预定2016年6月23日转制PS4主机

## 初音未来 -Project DIVA-X
本作品在2016年3月24日发售于Playstation Vita平台，相较于先前的其他作品加入了演唱会任务模式。

## 初音未来 -Project DIVA-  Future Tone[45]
初音未来 -Project DIVA-  Future Tone（日語：初音ミク Project DIVA Future Tone）是将街机版 初音未来 -歌姬计划- Arcade Future Tone 移植到 PlayStation 4 的音乐游戏。
由免费的主程序“Prelude”和两部分追加内容“Future Sound”/“Colorful Tone” 组成
包含街机版的大多数乐曲
新增发型变更，练习模式和 Survival Course 模式
支持基于 PSN 的排行榜功能